# Rozalia Oros
Rozalia Oros est une fleurettiste roumaine née le 28 janvier 1964 à Satu Mare.

## Carrière
Rozalia Oros participe à l'épreuve de fleuret par équipe lors des Jeux olympiques d'été de 1984 à Los Angeles avec Monika Weber-Koszto, Aurora Dan, Marcela Moldovan-Zsak et Elisabeta Guzganu-Tufan, et remporte la médaille d'argent.